# Ott-Heinrich Keller
Eduard Ott-Heinrich Keller (Frankfurt am Main, 22 de junho de 1906 — Halle an der Saale, 5 de dezembro de 1990) foi um matemático alemão.

## Obras
- Über die lückenlose Erfüllung des Raumes mit Würfeln, Crelles Journal 163, 1930, S. 231–248
- Die Homoiomorphie der kompakten konvexen Mengen im Hilbertschen Raum, Mathematische Annalen 105, 1931, S. 748–758[1]
- Cremona-Transformationen algebraischer Kurven, Crelles Journal 169, 1933, S. 193–218 (Habilitation von Keller an der TH Berlin 1933)
- Ein Satz über die lückenlose Erfüllung des 5- und 6-dimensionalen Raumes mit Würfeln, Crelles Journal 177, 1937, S. 61–64
- Über eine Kovariante bei Cremona-Transformationen, Mathematische Annalen 114, 1937, S. 700–741
- Geometrie der Zahlen, Enzyklopädie der mathematischen Wissenschaften, B. G. Teubner, 1954
- Analytische Geometrie und Lineare Algebra, Deutscher Verlag der Wissenschaften, Berlin 1957
- Vorlesungen über algebraische Geometrie, Geest und Portig, Leipzig 1974

## Conjetura de Keller
Keller afirmou que ao cobrir espaço bidimensional com dois quadrados bidimensionais pelo menos dois destes quadrados vão partilhar um dos lados. Este princípio seria válido para todos os espaços de todas as dimensões. Por exemplo, num espaço com 12 dimensões, ‘quadrados’ de 12 dimensões iriam também ‘tocar-se’ numa das arestas. Vários especialistas foram desmontando o argumento e provando que o conceito poderia ser verdadeiro, mas só até à sétima dimensão e que para lá dessa, deixava de se aplicar. Em 2019, um modelo matemático desenhado por uma rede de 40 computadores revelou que sim, o princípio é verdadeiro também na sétima dimensão. Joshua Brakensiek da Universidade de Stanford, Marijn Heule e John Mackey da Universidade Carnegie Mellon e David Narváez do Instituto de Tecnologia Rochester publicaram o seu trabalho em outubro de 2019 e explicam que usam o poder computacional desta rede para provar que a conjetura se aplica até à sétima dimensão.
Na década de 1940, Oskar Perron provou que o princípio de Keller era verdadeiro para as dimensões três a seis. Mais de 50 anos depois, na década de 1990, uma nova geração de matemáticos fez a contraprova e Jeffrey Lagarias e Peter Shor provaram que a conjetura seria falsa da dimensão dez em diante, em 1992, explica a Wired. Por ser falso para uma dimensão, vai ser necessariamente falso para as dimensões superiores também. Em 2002, o mesmo John Mackey provou que o argumento não se aplicava também à dimensão oito, eliminando também a dimensão nove.

## Quelle
- Renate Tobies: Biographisches Lexikon in Mathematik promovierter Personen, 2006
- Ott-Heinrich Keller (1906-1990) – Webseite an der Universität Halle, 17. Oktober 1998